# Contea di Montezuma
La contea di Montezuma, in inglese Montezuma County, è una contea dello Stato del Colorado, negli Stati Uniti. La popolazione al censimento del 2000 era di 23 830 abitanti. Il capoluogo di contea è Cortez.

## Geografia
La contea si trova nel sud-ovest dello Stato ed è la contea del Colorado dei Four Corners; qui si trova il monumento dei Quattro Angoli poiché è l'unico punto degli Stati Uniti dove si toccano i quattro confini degli Stati di Utah, Colorado, Arizona e Nuovo Messico. Si colloca nell'Altopiano del Colorado.
Nell'area sono stati rinvenuti diversi reperti e molti si trovano nel parco nazionale di Mesa Verde. Nella contea si trova anche il monumento nazionale di Hovenweep, di interesse storico. Nel sud della contea si trova la Riserva Ute "Ute Mountain": i nativi rappresentano circa l'11% della popolazione della contea. Il fiume principale è il Dolores.

### Contee confinanti
- Contea di Dolores - nord
- Contea di San Juan - nord-est
- Contea di La Plata - est
- Contea di San Juan (Nuovo Messico) - sud
- Contea di Apache (Arizona) - sud-ovest
- Contea di San Juan (Utah) - ovest

## Storia
L'area era abitata dal popolo Anasazi, poi fu abitata dagli Ute. La contea fu istituita nel 1889 e a quel tempo si pensava che le rovine ritrovate nell'area fossero azteche. Per questo, deve il suo nome all'imperatore azteco Montezuma e il capoluogo, Cortez, è il nome del conquistatore spagnolo che l'ha sconfitto.

## Comuni
L'unica city è Cortez, il capoluogo di contea.

### Towns
- Dolores
- Mancos

### Census-designated places
- Lewis
- Towaoc